# South Carrollton
La ville américaine de South Carrollton est située dans le comté de Muhlenberg, dans l’État du Kentucky. Lors du recensement de 2000, sa population était de 184 habitants.

## Source
- (en) Cet article est partiellement ou en totalité issu de l’article de Wikipédia en anglais intitulé « South Carrollton, Kentucky » (voir la liste des auteurs).